# Alloneuron
Alloneuron es un género con 12 especies de plantas con flores pertenecientes a la familia Melastomataceae. Es originario del Sudeste de Asia.  Comprende 12 especies descritas y de estas, solo 5 aceptadas.

## Taxonomía
El género fue descrito por Robert Knud Pilger y publicado en Verhandlungen des Botanischen Vereins für die Provinz Brandenburg und die Angrenzenden Länder 47: 185 en el año 1905.  La especie tipo es Alloneuron ulei Pilg.

## Especies aceptadas
A continuación se brinda un listado de las especies del género Alloneuron aceptadas hasta febrero de 2013, ordenadas alfabéticamente. Para cada una se indica el nombre binomial seguido del autor, abreviado según las convenciones y usos:
- Alloneuron dorrii Wurdack
- Alloneuron dudleyi Wurdack
- Alloneuron ecuadorense Wurdack
- Alloneuron majus (Markgr.) Markgr. ex J.F. Macbr.
- Alloneuron ulei Pilg.